# Neurophyseta completalis
Neurophyseta completalis is een vlinder uit de familie van de grasmotten (Crambidae). De wetenschappelijke naam van de soort is voor het eerst gepubliceerd in 1904 door Paul Dognin.
De soort komt voor in Peru.